# Coeficiente de contingência
Em estatística, o coeficiente de contingência quantifica o relacionamento entre duas (ou mais) variáveis de escala nominal. O coeficiente de contingência (CC) calcula-se como:
{\displaystyle CC={\sqrt {\left({\frac {\chi ^{2}}{\chi ^{2}+n}}\right)}}}
onde:
- n → total de medições
- χ² → Chi quadrado, é uma medida para a diferença entre os valores observados e os valores esperados